# Bernhard Lichtenberg
Bernhard Lichtenberg, född 3 december 1875 i Ohlau, Schlesien, Preussen, död 5 november 1943 under färden till koncentrationslägret Dachau, var en tysk romersk-katolsk präst och martyr. Han vördas som salig i Romersk-katolska kyrkan, med minnesdag den 5 november.

## Biografi
Bernhard Lichtenberg föddes som andre son av fyra till en handlare i det huvudsakligen protestantiska Ohlau under den tid då Kulturkampf som mest präglade det politiska livet i Tyskland.
Han prästvigdes den 21 juni 1899 i katedralen i Breslau av kardinal Georg von Kopp, och verkade i den egenskapen i Berlins församlingar från och med år 1900. Han deltog i att grunda ett katolskt gymnasium i Berlin som  jesuiterna fick driva. Han var under sju år (1913–1920) det katolska Centrumpartiets representant i Charlottenburgs stadsparlament. Såsom medlem av Friedensbund Deutscher Katholiken och ordförande för Arbeitsgemeinschaft der Konfessionen für den Frieden protesterade han emot nazisternas maktövertagande 1933. 1935 protesterade han mot grymheterna i de koncentrationsläger som hade upprättats. Han utsågs till domprost av Berlin 1938, varmed han hade sin tjänst förlagd i Berlins katolska katedral Sankta Hedwig. 
Efter kristallnatten i november 1938 började han offentligt be förböner för judarna under sina mässor samt opponera sig emot eutanasiprogrammet, varför han 1942 dömdes av naziregimen för att "av sentimentalitet" och "okristligt" ha hjälpt judar, och straffet fastslogs till två års fängelse. Under straffets verkställande beslutades att han skulle placeras i Dachau. Under fångtransporten dit avled Lichtenberg, en död som Katolska kyrkan betecknar som martyrdöden. Johannes Paulus II saligförklarade Bernhard Lichtenberg den 23 juni 1996 i Berlin.